# Ligue mondiale de volley-ball 2009
Navigation
Ligue mondiale 2008 Ligue mondiale 2010
La 20e édition de la Ligue mondiale de volley-ball se déroule du 12 juin au 19 juillet 2009 pour la phase intercontinentale et du 22 au 26 juillet pour la phase finale organisée en Serbie.

## Formule de la compétition
Dans la phase intercontinentale, 16 équipes sont réparties en 4 poules. Seront qualifiées pour la phase finale, les premières équipes de chaque poule, le pays organisateur, soit la Serbie, et une équipe invitée par la FIVB (wild card). Pour cette première année le système de comptabilisation des points a changé : 
- Pour une victoire par 3-0 ou 3-1, le vainqueur obtient 3 points, le perdant 0 point.
- Pour une victoire par 3-2, le vainqueur obtient 2 points, le perdant 1 point.

Pour départager les équipes en cas d'égalité on utilise les critères suivants :
1. Nombre de matchs gagnés
2. Ratio des points
3. Ratio des sets

Les 2 plus mauvais derniers disputent des barrages pour se maintenir en Ligue mondiale.

## Les équipes
| Poule A    | Poule B      | Poule C  | Poule D   |
| États-Unis | Serbie       | Russie   | Brésil    |
| Italie     | France       | Bulgarie | Pologne   |
| Chine      | Corée du Sud | Japon    | Finlande  |
| Pays-Bas   | Argentine    | Cuba     | Venezuela |

## Tour intercontinental

### Poule A
| poule A    | Pts | J  | G | Gt | Pt | P | PP   | PC   | Ratio | SP | SC | Ratio |
| ---------- | --- | -- | - | -- | -- | - | ---- | ---- | ----- | -- | -- | ----- |
| États-Unis | 27  | 12 | 8 | 1  | 1  | 2 | 1076 | 989  | 1.088 | 30 | 15 | 2.000 |
| Italie     | 22  | 12 | 6 | 2  | 0  | 4 | 1030 | 951  | 1.083 | 27 | 17 | 1.588 |
| Pays-Bas   | 13  | 12 | 3 | 1  | 2  | 6 | 916  | 993  | 0.922 | 16 | 26 | 0.615 |
| Chine      | 10  | 12 | 2 | 1  | 2  | 7 | 923  | 1012 | 0.912 | 14 | 29 | 0.483 |

### Poule B
| Poule B      | Pts | J  | G | Gt | Pt | P | PP   | PC   | Ratio | SP | SC | Ratio |
| ------------ | --- | -- | - | -- | -- | - | ---- | ---- | ----- | -- | -- | ----- |
| Serbie       | 24  | 12 | 7 | 1  | 1  | 3 | 1079 | 1028 | 1.050 | 27 | 20 | 1.350 |
| Argentine    | 21  | 12 | 3 | 4  | 4  | 1 | 1193 | 1186 | 1.006 | 29 | 25 | 1.160 |
| France       | 18  | 12 | 4 | 2  | 2  | 4 | 1117 | 1125 | 0.993 | 26 | 24 | 1.083 |
| Corée du Sud | 9   | 12 | 1 | 2  | 2  | 7 | 1101 | 1151 | 0.957 | 18 | 31 | 0.581 |

### Poule C
| Poule C  | Pts | J  | G | Gt | Pt | P | PP   | PC   | Ratio | SP | SC | Ratio |
| -------- | --- | -- | - | -- | -- | - | ---- | ---- | ----- | -- | -- | ----- |
| Cuba     | 26  | 12 | 7 | 1  | 3  | 1 | 1099 | 1001 | 1.098 | 30 | 17 | 1.765 |
| Russie   | 23  | 12 | 6 | 2  | 1  | 3 | 1046 | 988  | 1.059 | 28 | 17 | 1.647 |
| Bulgarie | 15  | 12 | 4 | 1  | 1  | 6 | 1048 | 1084 | 0.967 | 20 | 26 | 0.769 |
| Japon    | 8   | 12 | 2 | 1  | 0  | 9 | 943  | 1063 | 0.887 | 13 | 31 | 0.419 |

### Poule D
| Poule D   | Pts | J  | G  | Gt | Pt | P | PP   | PC   | Ratio | SP | SC | Ratio |
| --------- | --- | -- | -- | -- | -- | - | ---- | ---- | ----- | -- | -- | ----- |
| Brésil    | 33  | 12 | 10 | 1  | 1  | 0 | 1008 | 809  | 1.246 | 35 | 6  | 5.833 |
| Finlande  | 21  | 12 | 5  | 2  | 2  | 3 | 1059 | 1066 | 0.993 | 25 | 22 | 1.136 |
| Pologne   | 13  | 12 | 3  | 2  | 0  | 7 | 959  | 994  | 0.965 | 18 | 26 | 0.692 |
| Venezuela | 5   | 12 | 1  | 0  | 2  | 9 | 876  | 1033 | 0.848 | 9  | 33 | 0.273 |

## Phase finale
La phase finale se déroulera à Belgrade Serbie du 22 au 26 juillet 2009 à la Belgrade Arena. La Serbie est qualifiée d'office en tant qu'organisateur.

Le Brésil, les États-Unis, premier de leur groupe ainsi que l'Argentine deuxième derrière la Serbie et la Russie meilleure deuxième des 3 autres groupes sont également qualifiés.

### Composition des groupes
| Poule E    | Poule F   |
| Serbie     | Argentine |
| États-Unis | Cuba      |
| Russie     | Brésil    |

### Poule E
| poule E    | Pts | J | G | Gt | Pt | P | PP  | PC  | Ratio | SP | SC | Ratio |
| ---------- | --- | - | - | -- | -- | - | --- | --- | ----- | -- | -- | ----- |
| Serbie     | 6   | 2 | 2 | 0  | 0  | 0 | 173 | 157 | 1.102 | 6  | 1  | 6.000 |
| Russie     | 3   | 2 | 1 | 0  | 0  | 1 | 167 | 165 | 1.012 | 4  | 3  | 1.333 |
| États-Unis | 0   | 2 | 0 | 0  | 0  | 2 | 132 | 150 | 0.880 | 0  | 6  | 0.000 |

### Poule F
| poule F   | Pts | J | G | Gt | Pt | P | PP  | PC  | Ratio | SP | SC | Ratio |
| --------- | --- | - | - | -- | -- | - | --- | --- | ----- | -- | -- | ----- |
| Brésil    | 6   | 2 | 2 | 0  | 0  | 0 | 173 | 141 | 1.227 | 6  | 1  | 6.000 |
| Cuba      | 3   | 2 | 1 | 0  | 0  | 1 | 178 | 193 | 0.922 | 4  | 4  | 1.000 |
| Argentine | 0   | 2 | 0 | 0  | 0  | 2 | 157 | 174 | 0.902 | 1  | 6  | 0.167 |

### Tableau final
|  | Demi-finales       | Demi-finales       |                        |   | Finale             | Finale             |
|  | Demi-finales       | Demi-finales       |                        |   | Finale             | Finale             |
|  |                    |                    |                        |   |                    |                    |
|  | 25.07.09, Belgrade | 25.07.09, Belgrade |                        |   | 26.07.09, Belgrade | 26.07.09, Belgrade |
|  | 25.07.09, Belgrade | 25.07.09, Belgrade |                        |   | 26.07.09, Belgrade | 26.07.09, Belgrade |
|  | Brésil             | 3                  |                        |   | 26.07.09, Belgrade | 26.07.09, Belgrade |
|  | Brésil             | 3                  |                        |   | 26.07.09, Belgrade | 26.07.09, Belgrade |
|  | Russie             | 0                  |                        |   | 26.07.09, Belgrade | 26.07.09, Belgrade |
|  | Russie             | 0                  | Brésil                 | 3 |                    |                    |
|  | 25.07.09, Belgrade |                    | Brésil                 | 3 |                    |                    |
|  |                    | Serbie             | 2                      |   |                    |                    |
|  | Serbie             | Serbie             | 2                      | 3 |                    |                    |
|  | Serbie             |                    |                        | 3 |                    |                    |
|  | Cuba               | 1                  |                        |   |                    |                    |
|  | Cuba               | 1                  | Match pour la 3e place |   |                    |                    |
|  |                    |                    |                        |   |                    |                    |
|  | 26.07.09, Belgrade |                    |                        |   |                    |                    |
|  |                    |                    |                        |   |                    |                    |
|  | Russie             | 3                  |                        |   |                    |                    |
|  | Russie             | 3                  |                        |   |                    |                    |
|  | Cuba               | 0                  |                        |   |                    |                    |
|  | Cuba               | 0                  |                        |   |                    |                    |

## Classement final
| Place              | Équipe       |
| ------------------ | ------------ |
| Médaille d'or      | Brésil       |
| Médaille d'argent  | Serbie       |
| Médaille de bronze | Russie       |
| 4                  | Cuba         |
| 5                  | Argentine    |
| 6                  | États-Unis   |
| 7                  | Italie       |
| 8                  | Finlande     |
| 9                  | France       |
| 10                 | Bulgarie     |
| 11                 | Pologne      |
| 12                 | Pays-Bas     |
| 13                 | Chine        |
| 14                 | Corée du Sud |
| 15                 | Japon        |
| 16                 | Venezuela    |

### Distinctions individuelles

#### Meilleures statistiques lors du tour préliminaire
- Meilleur marqueur : Mikko Oivanen
- Meilleur attaquant : Michal Lasko
- Meilleur contreur : Marcin Mozdzonek
- Meilleur serveur : Wilfredo Leon Venero
- Meilleur défenseur : Sérgio Dutra Santos
- Meilleur passeur : Mikko Esko
- Meilleur réceptionneur : Oh-Hyun Yeo
- Meilleur libero : Pasi Hyvärinen

#### Récompenses lors du tour final
- Meilleur joueur (MVP) : Sérgio Dutra Santos
- Meilleur marqueur : Ivan Miljkovic
- Meilleur attaquant : Robertlandy Simón Aties
- Meilleur contreur : Robertlandy Simón Aties
- Meilleur serveur : Wilfredo Leon Venero
- Meilleur passeur : Nikola Grbic
- Meilleur libéro : Alexei Verbov

## Note et référence
1. ↑  (en) « Déroulement de la Ligue Mondiale 2009 », sur fivb.org.